# Huân chương Khoa học Quốc gia
Huân chương Khoa học Quốc gia của Hoa Kỳ là một danh dự do Tổng thống Hoa Kỳ trao tặng cho các cá nhân là công dân Hoa Kỳ hoặc đã định cư lâu năm ở Hoa Kỳ có đóng góp quan trọng vào phát triển tri thức trong các lĩnh vực khoa học xã hội và nhân văn, sinh học, hóa học, cơ khí, toán học và vật lý học. Việc xét cá nhân để tặng được ủy quyền cho Ủy ban Giải thưởng Nhà nước về Khoa học gồm 12 thành viên do Tổng thống Hoa Kỳ chỉ định và việc trao tặng cũng do Quỹ Khoa học nhà nước (NSF) phụ trách. Hàng năm, NSF phát lời kêu gọi các cộng đồng khoa các học giả thiệu các ứng viên mới để nhận giải thưởng. Ủy ban Giải thưởng nhà nước về khoa học căn cứ vào giới thiệu của giới khoa học để xét và đề nghị Tổng thống Hoa Kỳ tặng.
Huân chương Khoa học Quốc gia được lập ra vào năm 1959. Tính đến ngày 13 tháng 2 năm 2006, đã có 425 cá nhân được tặng giải thưởng này. Danh sách các cá nhân này ở dưới đây.

## Khoa học xã hội và nhân văn
- 1964	Othmar H. Ammann, Theodosius Dobzhansky, Neal Elgar Miller
- 1986	Herbert A. Simon
- 1987	Anne Anastasi, George J. Stigler
- 1988	Milton Friedman
- 1989   Roger W. Sperry
- 1990	Leonid Hurwicz, Patrick Suppes
- 1991	Robert W. Kates, George A. Miller
- 1992	Eleanor J. Gibson
- 1994	Robert K. Merton
- 1995	Roger N. Shepard
- 1996	Paul A. Samuelson
- 1997	William K. Estes
- 1998	William Julius Wilson
- 1999	Robert M. Solow
- 2000	Gary S. Becker
- 2001	George F. Bass
- 2003   R. Duncan Luce
- 2004   Kenneth J. Arrow
- 2005   Gordon H. Bower
- 2008   Michael I. Posner

## Sinh học
- 1963	Cornelius Van Niel
- 1964   Marshall W. Nirenberg
- 1965	Francis P. Rous, George G. Simpson, Donald D. Van Slyke
- 1966	Edward F. Knipling, Fritz Albert Lipmann, William C. Rose, Sewall Wright
- 1967	Kenneth S. Cole, Harry F. Harlow, Michael Heidelberger, Alfred H. Sturtevant
- 1968	H. A. Barker, Bernard B. Brodie, Detlev W. Bronk, Jay Lush, Burrhus Frederic Skinner
- 1969	Robert J. Huebner, Ernst Mayr
- 1970	Barbara McClintock, Albert B. Sabin
- 1973	Daniel I. Arnon, Earl W. Sutherland, Jr.
- 1974	Britton Chance, Erwin Chargaff, James Van Gundia Neel, James Augustine Shannon
- 1975	Hallowell Davis, Paul Gyorgy, Sterling Brown Hendricks, Orville Alvin Vogel
- 1976	Roger C.L. Guillemin, Keith Roberts Porter, Efraim Racker, Edward O. Wilson
- 1979	Robert H. Burris, Elizabeth C. Crosby, Earl Reece Stadtman, George Ledyard Stebbins, Paul A. Weiss
- 1981	Philip Handler
- 1982	Seymour Benzer, Glenn W. Burton, Mildred Cohn
- 1983	Howard L. Bachrach, Paul Berg, Wendell L. Roelofs, Berta Scharrer
- 1986	Stanley Cohen, Donald A. Henderson, Vernon B. Mountcastle, George Emil Palade, Joan A. Steitz
- 1987	Michael E. Debakey, Theodor O. Diener, Harry Eagle, Har Gobind Khorana, Rita Levi-Montalcini
- 1988	Michael S. Brown, Stanley N. Cohen, Joseph L. Goldstein, Maurice R. Hilleman, Eric R. Kandel, Rosalyn S. Yalow
- 1989	Katherine Esau, Viktor Hamburger, Philip Leder, Joshua Lederberg, Roger W. Sperry, Harland G. Wood
- 1990	Baruj Benacerraf, Herbert W. Boyer, Daniel E. Koshland, Jr., Edward B. Lewis, David G. Nathan, E. Donnall Thomas
- 1991	Mary Ellen Avery, G. Evelyn Hutchinson, Elvin A. Kabat, Salvador E. Luria, Paul A. Marks, Folke K Skoog, Paul C. Zamecnik
- 1992	Maxine Singer, Howard M. Temin
- 1993	Daniel Nathans, Salome G. Waelsch
- 1994	Thomas Eisner, Elizabeth F. Neufeld
- 1995	Alexander Rich
- 1996	Ruth Patrick
- 1997	James D. Watson, Robert Weinberg
- 1998	Bruce Ames, Janet Rowley
- 1999	David Baltimore, Jared Diamond, Lynn Margulis
- 2000	Nancy C. Andreasen, Peter H. Raven, Carl Woese
- 2001	Francisco J. Ayala, Mario R. Capecchi, Ann M. Graybiel, Gene E. Likens, Victor A. McKusick, Harold Varmus
- 2002	James E. Darnell, Evelyn M. Witkin
- 2003   J. Michael Bishop, Solomon H. Snyder, Charles Yanofsky
- 2004   Norman E. Borlaug, Phillip Allen Sharp, Thomas E. Starzl
- 2005   Anthony Fauci, Torsten N. Wiesel
- 2006   Rita R. Colwell, Nina Fedoroff, Lubert Stryer
- 2007   Robert J. Lefkowitz, Bert W. O'Malley
- 2008   Francis S. Collins, Elaine Fuchs, J. Craig Venter

## Hóa học
- 1964   Roger Adams, Harold Clayton Urey, Robert Burns Woodward
- 1965   Peter Debye
- 1966   Henry Eyring
- 1967   George Kistiakowsky
- 1968   Paul Bartlett, Lars Onsager
- 1970   Saul Winstein
- 1973   Carl Djerassi, Vladimir Haensel
- 1974   Paul Flory, Linus Carl Pauling, Kenneth Sanborn Pitzer
- 1979   Arthur Kornberg, Severo Ochoa
- 1982	F. Albert Cotton, Gilbert Stork
- 1983	Roald Hoffmann, George C. Pimentel, Richard N. Zare
- 1986	Harry Gray, Yuan Tseh Lee, Carl S. Marvel, Frank H. Westheimer
- 1987	William S. Johnson, Walter H. Stockmayer, Max Tishler
- 1988	William O. Baker, Konrad E. Bloch, Elias J. Corey
- 1989	Richard B. Bernstein, Melvin Calvin, Rudoph A. Marcus, Harden M. McConnell
- 1990	Elkan Blout, Karl Folkers, John D. Roberts
- 1991	Ronald Breslow, Gertrude B. Elion, Dudley R. Herschbach, Glenn T. Seaborg
- 1992	Howard E. Simmons, Jr.
- 1993	Donald J. Cram, Norman Hackerman
- 1994	George S. Hammond
- 1995	Thomas Cech, Isabella L. Karle
- 1996	Norman Davidson
- 1997	Darleane C. Hoffman, Harold S. Johnston
- 1998	John W. Cahn, George M. Whitesides
- 1999	Stuart A. Rice, John Ross, Susan Solomon
- 2000	John D. Baldeschwieler, Ralph F. Hirschmann
- 2001	Ernest R. Davidson, Gabor A. Somorjai
- 2002	John I. Brauman
- 2004   Stephen J. Lippard
- 2006   Marvin H. Caruthers, Peter B. Dervan, Robert S. Langer
- 2007   Mostafa A. El-Sayed
- 2008   Joanna S. Fowler, JoAnne Stubbe

## Kỹ thuật
- 1962	Theodore von Karman
- 1963	Vannevar Bush, John Robinson Pierce
- 1964   Charles S. Draper
- 1965	Hugh L. Dryden, Clarence L. Johnson, Warren K. Lewis
- 1966	Claude E. Shannon, Vladimir K. Zworykin
- 1967	Edwin H. Land, Igor I. Sikorsky
- 1968	J. Presper Eckert, Nathan M. Newmark
- 1969	Jack St. Clair Kilby
- 1970	George E. Mueller
- 1973	Harold E. Edgerton, Richard T. Whitcomb
- 1974	Rudolf Kompfner, Ralph Brazelton Peck, Abel Wolman
- 1975	Manson Benedict, William Hayward Pickering, Frederick E. Terman, Wernher Von Braun
- 1976	Morris Cohen, Peter C. Goldmark, Erwin Wilhelm Müller
- 1979	Emmett N. Leith, Raymond D. Mindlin, Robert N. Noyce, Earl R. Parker, Simon Ramo
- 1982	Edward H. Heinemann, Donald L. Katz
- 1983	William R. Hewlett, George M. Low, John G. Trump
- 1986	Hans Wolfgang Liepmann, T. Y. Lin, Bernard M. Oliver
- 1987	Robert B. Bird, H. Bolton Seed, Ernst Weber
- 1988	Daniel C. Drucker, Willis M. Hawkins, George W. Housner
- 1989	Harry George Drickamer, Herbert E. Grier
- 1990	Mildred S. Dresselhaus, Nick Holonyak Jr.
- 1991	George Heilmeier, Luna B. Leopold, H. Guyford Stever
- 1992	Calvin F. Quate, John Roy Whinnery
- 1993	Alfred Y. Cho
- 1994	Ray W. Clough
- 1995	Hermann A. Haus
- 1996	James L. Flanagan, C. Kumar N. Patel
- 1998	Eli Ruckenstein
- 1999	Kenneth N. Stevens
- 2000	Yuan-Cheng B. Fung
- 2001	Andreas Acrivos
- 2002	Leo Beranek
- 2003   John M. Prausnitz
- 2004   Edwin N. Lightfoot
- 2005   Jan D. Achenbach, Tobin J. Marks
- 2007   Andrew J. Viterbi
- 2008   Rudolf E. Kalman

## Toán học, thống kê học và khoa học máy tính
- 1963	Norbert Wiener
- 1964   Solomon Lefschetz, H. Marston Morse
- 1965	Oscar Zariski
- 1966	John Milnor
- 1967	Paul Cohen
- 1968	Jerzy Neyman
- 1969	William Feller
- 1970	Richard Brauer
- 1973	John Tukey
- 1974	Kurt Gödel
- 1975	John W. Backus, Shiing-Shen Chern, George B. Dantzig
- 1976	Kurt Otto Friedrichs, Hassler Whitney
- 1979	Joseph L. Doob, Donald E. Knuth
- 1982	Marshall Harvey Stone
- 1983	Herman Goldstine, Isadore Singer
- 1986	Peter Lax, Antoni Zygmund
- 1987	Raoul Bott, Michael Freedman
- 1988	Ralph E. Gomory, Joseph B. Keller
- 1989	Samuel Karlin, Saunders MacLane, Donald C. Spencer
- 1990	George F. Carrier, Stephen Cole Kleene, John McCarthy
- 1991	Alberto Calderón
- 1992	Allen Newell
- 1993	Martin Kruskal
- 1994	John Cocke
- 1995	Louis Nirenberg
- 1996	Richard M. Karp, Stephen Smale
- 1997	Khâu Thành Đồng
- 1998	Cathleen Synge Morawetz
- 1999	Felix Browder, Ronald R. Coifman
- 2000	John Griggs Thompson, Karen K. Uhlenbeck
- 2001	Calyampudi R. Rao, Elias M. Stein
- 2002	James G. Glimm
- 2003   Carl R. de Boor
- 2004   Dennis P. Sullivan
- 2005   Bradley Efron
- 2006   Hyman Bass
- 2007   Leonard Kleinrock

## Vật lý học
- 1963	Luis W. Alvarez
- 1964	Julian Schwinger
- 1965	John Bardeen, Leon M. Lederman, William Rubey
- 1966	Jacob Bjerknes, Subrahmanyan Chandrasekhar, John H. Van Vleck
- 1967	Jesse Beams, Francis Birch, Gregory Breit, Louis Hammett
- 1968	Herbert Friedman, Eugene Wigner
- 1969	Herbert C. Brown, Wolfgang Panofsky
- 1970	Robert H. Dicke, Allan R. Sandage, John C. Slater, John A. Wheeler
- 1973	Maurice Ewing, Arie Jan Haagen-Smit, Frederick Seitz, Robert Rathbun Wilson
- 1974	Nicolaas Bloembergen, William Alfred Fowler
- 1975	Hans A. Bethe, Joseph Hirschfelder, Lewis Sarett, E. Bright Wilson, Chien-Shiung Wu
- 1976	Samuel Goudsmit, Herbert S. Gutowsky, Frederick Rossini, Verner Suomi, Henry Taube, George Uhlenbeck
- 1979	Richard P. Feynman, Herman Mark, Edward M. Purcell, John Sinfelt, Lyman Spitzer, Victor F. Weisskopf
- 1982	Philip W. Anderson, Yoichiro Nambu, Edward Teller, Charles H. Townes
- 1983	E. Margaret Burbidge, Maurice Goldhaber, Helmut Landsberg, Walter Munk, Frederick Reines, Bruno B. Rossi, J. Robert Schrieffer
- 1986	Solomon Buchsbaum, Horace Crane, Herman Feshbach, Robert Hofstadter, Chen Ning Yang
- 1987	Philip Abelson, Walter Elsasser, Paul C. Lauterbur, George Pake, James A. Van Allen
- 1988	D. Allan Bromley, Paul (Ching-Wu) Chu, Walter Kohn, Norman F. Ramsey, Jack Steinberger
- 1989	Arnold O. Beckman, Eugene Parker, Robert Sharp, Henry Stommel
- 1990	Allan M. Cormack, Edwin M. McMillan, Robert Pound, Roger Revelle
- 1991	Arthur L. Schawlow, Ed Stone, Steven Weinberg
- 1992	Eugene M. Shoemaker
- 1993	Val Fitch, Vera Rubin
- 1994	Albert Overhauser, Frank Press
- 1995	Hans Dehmelt, Peter Goldreich
- 1996	Wallace S. Broecker
- 1997	Marshall Rosenbluth, Martin Schwarzschild, George Wetherill
- 1998	Don L. Anderson, John N. Bahcall
- 1999	James Cronin, Leo Kadanoff
- 2000	Willis E. Lamb, Jeremiah P. Ostriker, Gilbert F. White
- 2001	Marvin L. Cohen, Raymond Davis Jr., Charles Keeling
- 2002	Richard Garwin, W. Jason Morgan, Edward Witten
- 2003   G. Brent Dalrymple, Riccardo Giacconi
- 2004   Robert N. Clayton
- 2005   Ralph A. Alpher, Lonnie Thompson
- 2006   Daniel Kleppner
- 2007   Fay Ajzenberg-Selove, Charles P. Slichter, David J. Wineland
- 2008   Berni Alder, James E. Gunn